# Енебей-Урсаево
Енебе́й-Урса́ево (баш. Йәнәби-Урсайы) — село в Миякинском районе Башкортостана, административный центр Енебей-Урсаевского сельсовета.

## Географическое положение
Расположено на левом берегу реки Дёмы.
Расстояние до:
- районного центра (Киргиз-Мияки): 27 км,
- ближайшей ж/д станции (Аксёново): 47 км.

## История
Село Енебей образовалось в 1738 году. Основателем был башкир Урсай Бускунов.

## Население
| 2002 | 2009 | 2010 |
| ---- | ---- | ---- |
| 364  | ↗392 | ↘285 |

Национальный состав
Согласно переписи 2002 года, преобладающая национальность — башкиры (99 %).

## Религия
В селе есть мечеть.

## Достопримечательности
В селе Енебей имеется обелиск павшим в Великой Отечественной войне 1941-1945 годов.
На базе средней школы с. Енебей имеется музей Тухвата Янаби.

## Известные уроженцы
- Тухват Янаби (14 февраля 1894 — 10 июля 1938) — башкирский советский поэт, писатель и общественный деятель[5].